# Der junge Häuptling Winnetou
Der junge Häuptling Winnetou ist ein deutscher Spielfilm von Mike Marzuk aus dem Jahr 2022 mit Mika Ullritz als Winnetou, Milo Haaf als Tom Silver und Lola Linnéa Padotzke als Winnetous Schwester Nscho-tschi. Das Drehbuch schrieb Regisseur Mike Marzuk gemeinsam mit Gesa Scheibner, basierend auf dem Musical Kleiner Häuptling Winnetou (Text: Karl-Heinz March). Der Kinostart in Deutschland und Österreich war am 11. August 2022. In der Schweiz hätte der Film am 20. Oktober 2022 anlaufen sollen, wurde aber vom Verleih zurückgezogen.
Der Film ist mit einer breiten medialen Debatte über kulturelle Stereotypen rezipiert worden.

## Handlung
Der zwölfjährige Häuptlingssohn Winnetou ist voller Tatendrang und hält sich selbst bereits für einen großen Krieger. Sein Vater Intschu-tschuna ist ebenso wie der Dorfälteste allerdings der Meinung, dass sein Sohn dazu erst noch einiges lernen müsse, unter anderem Verantwortung für andere zu übernehmen und sein Temperament zu zügeln.
Nachdem durch das Ausbleiben der Büffel den Apachen eine Hungersnot droht, sieht Winnetou die Chance, sich gegenüber seinem Vater zu beweisen. Eines Nachts erwischt er den gleichaltrigen Waisenjungen Tom Silver beim Pferdestehlen, liefert diesen jedoch nicht an Sheriff Watson aus. Denn Tom weiß, wo die Büffel geblieben sind.
Gemeinsam mit Tom und mit der Unterstützung seiner Schwester Nscho-tschi begibt sich Winnetou auf ein gefährliches Abenteuer, um das Volk der Apachen zu retten. Dabei treffen sie unter anderem auf den steckbrieflich gesuchten Todd Crow.

## Produktion und Hintergrund
Die Dreharbeiten fanden vom 12. August bis zum 2. Oktober 2020 in Spanien statt, gedreht wurde in Almería in der autonomen Region Andalusien.
Produziert wurde der Film von der Münchner SamFilm (Produzenten Ewa Karlström, Andreas Ulmke-Smeaton und Bernd Schiller) in Koproduktion mit dem Studio Babelsberg (Produzent Christoph Fisser). Die Serviceproduktion in Spanien übernahm die Fresco Film Services. Unterstützt wurde der Film vom FilmFernsehFonds Bayern, vom Deutschen Filmförderfonds und der Filmförderungsanstalt.
Regie führte Mike Marzuk, der vor allem durch die Filmreihe Fünf Freunde (2012–2017) bekannt ist. 
Die Kamera führte Alexander Fischerkoesen, die Montage verantwortete Tobias Haas und das Casting Stefany Pohlmann. Das Kostümbild gestaltete Andrea Spanier, das Szenenbild Ralf Schreck, den Ton Alex Rubin und Marco Hanelt und das Maskenbild Susana Sánchez und Anna Kunz. Für die Stunts zeichneten Vanessa Wieduwilt und Hernan Ortiz verantwortlich.
Der Kinostart war ursprünglich anlässlich des 180. Geburtstags von Karl May für den 24. Februar 2022 vorgesehen. Den Verleih sollte ursprünglich Warner Bros. Pictures Germany übernehmen, dieser wechselte nach der Verschiebung zur Leonine Distribution.

## Rezeption
Schon Monate vor Erscheinen des Films, am 31. Januar 2022 schrieb Hadija Haruna-Oelker in der Frankfurter Rundschau (FR): „Der Trailer verspricht Übles, was rassistische Klischees samt geschichtsrevisionistischer Romantisierung von Kolonialisierung und dazugehörigem Völkermord angeht.“ Sie sprach sich dafür aus, rassismuskritisches Denken schon früh zu üben.
Markus Tschiedert vergab auf Filmstarts.de 2,5 von fünf Sternen. Der Film sei alles andere als innovativ, die Handlung wirke dazu noch wie aus dem Setzbaukasten zusammengeschustert und der Spannungsbogen leiere ebenso schnell aus. Als Kinderfilm sei das kaum zu gebrauchen, wenn hier vor allem aufgebrauchte Klischees früherer Karl-May-Kinofilme wiederbelebt werden, so dass in erster Linie die alten Fans etwas damit anfangen könnten.
Maximilian Schröter vergab auf film-rezensionen.de sieben von zehn Punkte und meinte, dass der Film dank durchweg charismatischer Darsteller als kindgerechtes Abenteuer überzeugen könne. Schröter kritisiert jedoch die Figur des Todd Crow als „ein Beispiel für einen stereotypen Bösewicht, bei dem sein Anderssein mit seiner Bösartigkeit verknüpft wird.“
Matthias Dell dagegen kritisierte das Werk auf zeit.de als „kalkuliert und hölzern wie lieblos und langweilig“ und bezeichnete ihn als „deutsches Wildwest in der Miniversion“, herausgekommen sei ein Prequel aus dem Geiste der Mini-Playback-Show.
Florian Koch kritisierte in der Abendzeitung München, dass sich die Macher bewusst an der „Märchenwelt“ von Karl May orientieren und sich damit einer aufgeklärten Auseinandersetzung mit indigener Kultur verweigern, anders als beispielsweise der mit Native Americans besetzte Actionfilm Prey. Und im Vergleich zu Der Schuh des Manitu nehme sich dieser Film viel zu ernst, obwohl kein Western-Klischee ausgelassen werde.
Die dpa lobt vor allem die Landschaftsdarstellungen, die ungewöhnlich seien für das Genre des Kinder- bzw. Jugendfilms und die stimmungsvolle Musik. Der Film nehme seine Geschichte ernst, ohne dabei verkrampft zu wirken. Rührend werde eine Abenteuergeschichte erzählt, die für Verständnis der jeweils anderen Kultur plädiere. Doch werden in der Kritik auch Fragen der kulturellen Aneignung angesprochen: „Sollten weiße Schauspieler Indigene oder People of Color überhaupt verkörpern dürfen? Obwohl sie etwa deren Unterdrückungserfahrungen gar nicht teilen?“ Der Artikel endet mit dem Fazit: „Von einer Verunglimpfung indigener Kultur wird man angesichts dieser um Verständigung, Ausgleich und Respekt durchaus bemühten Neuauflage wohl nicht sprechen. Bei allem sicher guten Willen aber bleiben Fragen. Ob hier nicht doch Stereotype bedient werden, und ob es angemessen ist, dass sie von [...] europäisch-stämmigen Schauspielern verkörpert werden, das können letztlich nur die Betroffenen selbst, die [...] Native Americans, beantworten.“
Tyrone White, ein in Deutschland lebender Lakota, erklärte im Deutschlandfunk, die Filmemacher trivialisierten die Kultur indigener Menschen und betrieben rassistisches Redfacing. „Während es im wahrsten Sinne des Wortes illegal war, ein Native American zu sein, wurde unsere Kultur in Deutschland zu Unterhaltungszwecken genutzt.“ Der Film setze dieses Muster fort.
Carmen Kwasny von der Native American Association of Germany bezeichnet den Film im Deutschlandfunk Kultur als nicht mehr zeitgemäß. Er sei voller Klischees, lieb- und respektlos im Umgang mit indigenen Kulturen. In einem Interview mit dem SWR erklärt sie, die Stereotypen würden an die nächste Generation weitergegeben. Nicht-Indigene müssten endlich damit aufhören, die Geschichte der indigenen Völker schreiben zu wollen.
Daniel Kothenschulte geht in der FR mit dem Film hart ins Gericht: „[W]ie kann es sein, dass ein Film, der schon in seinem Drehbuch kolonialistische und rassistische Stereotypen transportiert, mit Bundes- und Landesmitteln in Millionenhöhe gefördert wird?“ Die Verantwortlichen hätten auf Anfragen nicht reagiert. In dem Artikel wird aus einem Schreiben des Produzentenduos zitiert, die sich zu den Rassismusvorwürfen gegenüber der Taskforce gegen Rassismus innerhalb der europäischen Filmindustrie und Förderlandschaft, Artef, positionieren: „Die Welt ist heute eine andere als damals, als wir anfingen, einen Kinderfilm nach einer von Deutschlands beliebtesten literarischen Figuren zu entwickeln […]. Langsam begreifen wir, dass, so gut unsere Absichten auch sein mögen, unsere Sichtweise begrenzt ist durch unser Privileg, unsere unbewusste Voreingenommenheit und verinnerlichten Rassismus – wir sind mehr als willens, zu lernen. Wozu wir aber nicht willens sind, ist beschämt oder zu Reue gedrängt zu werden, die wir nicht empfinden. [...] Wir lassen uns nicht überwachen und rügen von einer Organisation, die kein Mandat hat von der Gruppe, die von dem angeblichen Rassismus betroffen ist, sondern von unserer eigenen Industrie.“
Elmar Krekeler schreibt überspitzt in der Welt: „Wir haben es [...] mit einem astreinen Fall kultureller Aneignung zu tun. Bevor jetzt aber Menschenketten gebildet werden um Kinos, die den jungen Winnetou plakatieren: Es gibt Schlimmeres im Fall dieses Kinderabenteuermärchens.“ Der Film nötige Erwachsene dazu, ihren Kindern das Phänomen Karl May zu erklären und sie davon abzuhalten, die Bücher zu lesen, „weil sie halt nicht sehr gut geschrieben sind und Karl May ein ziemlich übler Fantast war.“
Michael Hille schreibt für TV Spielfilm, der Film ziehe „Karl May ins Lächerliche“. Er stört sich weniger an der klischeehaften Darstellung als an den schlechten Witzen, den lieblosen Kulissen und die Verflachung der Mayschen Botschaften „über Völkerverständigung, über Brüderlichkeit, Freundschaft und Naturverbundenheit“ zu Binsenweisheiten. Die Figur des Bösewichts Todd Crow kritisiert Hille als Diskreditierung von Queerness: „Suggeriert wird hier: Männer mit vermeintlich ,femininen' Zügen sind Witzfiguren, denen man zudem nicht trauen kann, vor denen man sich in Acht nehmen muss. Das ist selbst im Vergleich zu Karl May nur noch rückschrittlich.“
Rochus Wolff erklärt in seiner Kritik auf filmdienst.de, es stecke „viel Karl May“ in der Geschichte, um direkt darauf zu fragen, ob sie damit noch ins 21. Jahrhundert passe. Der Film ziele eher auf ein erwachsenes Publikum: „Was in der eigenen Kindheit erfreut hat, wird den Kids heute schon auch gefallen, lautet der Gedankengang dahinter.“ Der Film käue „fast nur die Stereotype des Westernkinos“ wieder und wirke dadurch zuweilen wie eine Parodie, er leide „vor allem an Unentschlossenheit und mangelnder Konsistenz“.
Die Redaktion von cinema.de urteilt in ihrer Kritik, der Film sei ein „aus der Zeit gefallenes Wildwest-Abenteuer für Kids“. Längst sei erwiesen, dass Karl Mays Klischee vom „edlen Wilden“ nur wenig mit der Realität zu tun habe und die Besetzung mit deutschen Schauspielern, die sich „als Indianer verkleiden“, würde nach „einem schweren Fall von kultureller Aneignung“ klingen. Doch wer es mit der Political Correctness nicht so genau nehme, könne sich über einen gelungenen Abenteuerfilm freuen.
Robert Wagner schreibt auf perlentaucher.de, die „Liste der Probleme“ des Filmes sei lang: „Die warmen Instagram-Filter-Bilder sind beliebig. Die Geschichte schleppt sich ohne dramaturgischen Spannungsbogen dahin. Der Schnitt schlingert sowohl in den einzelnen Szenen als auch im großen Ganzen orientierungslos. Die Musik dudelt dahin. Und die Schauspieler füllen kaum die Schablonen von Figuren aus, welche sie darstellen müssen.“ Der Film versuche nur selten „Konzepten wie ,Kultureller Aneignung' und einem sensitiveren Umgang mit der Geschichte der USA gerecht zu werden“. Einzig Hildegard Schmahls Darstellung der Schamanin Sikari-zinu sei gelungen.
Das Portal des Deutschen Kinder- und Jugendfilmzentrums (KJF), Kinderfilmwelt.de, bewertet den Film mit 2 von 5 Punkten und schreibt: „Tatsächlich macht sich der Film keine Gedanken über die Herkunft und die Kultur von „Indianern“, es geht nur um Unterhaltung, kaum aber um das wirkliche Leben von indigenen Völkern. Das ist schade und gerade heute, wo wir doch Vorurteile gegenüber Kulturen – seien es gute oder schlechte – überwinden möchten, auch nicht sonderlich klug.“
Der Darsteller Mehmet Kurtuluş führte in einem Interview im NDR zur Kritik der kulturellen Aneignung aus: „Wenn wir in unserem Film [...] die Respekts-Ebene verlassen hätten, dann würden wir die Kultur und diese Menschen lächerlich machen. Da wir aber vollkommen respektvoll damit umgegangen sind, fühlen wir uns wohl dem zugehörig.“
In Radio Eins geht die Journalistin Jenni Zylka auf die Debatte um den Film ein und stellt sie der Entschuldigung der Oscar-Akademie bei der Indigenen Sacheen Littlefeather im Juni 2022 gegenüber. Sie resümiert: „Eine neue, genauere, besser recherchierte und ebenso gut gemeinte, originäre, also eigenständige Indigenen-Geschichte, vielleicht sogar mithilfe von echten Apachen zu erzählen, erscheint den Filmschaffenden weniger profitabel, schwerer zu vermitteln. Man setzt auf das bekannte Pferd, quasi auf Iltschi. Darum wurde dieser Film und keine neue, eigene Geschichte von offizieller Stelle, nämlich von den Kulturförderanstalten, finanziert. Und das ist die eigentliche Enttäuschung an dieser Chose, wenn ich mich nicht irre, hi hi hi hi, um mit dem alten Sam Hawkens zu sprechen.“
Angesichts der Rassismusdebatte kommentiert Claudius Seidl auf FAZ.net: „Das ist vielleicht kein böser Rassismus. Es ist aber dumm, provinziell, ignorant und arrogant gegenüber beiden: der Geschichte und Realität der indigenen Amerikaner. Und gegenüber der Filmgeschichte, die schon mal weiter war. Den Karl May wird uns trotz dieser Einwände keiner wegnehmen. Der erzählt ja vor allem die Geschichte seiner eigenen Entstehungszeit.“
Valerie Dirk schreibt im österreichischen Standard, der Film sei "'Indianer-Folklore' für Kinder", doch neben aller Idealisierung zeige er historisches Bewusstsein. Dies bewege sich jedoch „im weichgespülten Rahmen deutscher Kinderfilmproduktionen“, so Dirk. "Unbedacht werden altbackene Stereotypen bedient – und damit ist nicht nur die Darstellung der 'edlen Wilden' gemeint, sondern auch die des 'Tante Todd' genannten Bösewichts, der einer transfeindlichen Abziehfigur gleicht. Aufgrund der offensichtlichen Naivität des Films darf man sich nicht darüber wundern, wie blauäugig das Filmteam auf Kritik reagierte."
Tobias Klein schreibt in der katholischen Zeitung Die Tagespost, der Film enthalte "pointierte und provokante Kommentare zur LGBTQ- und Gender-Debatte, deren Brisanz die Kritiker noch kaum bemerkt" hätten. Zwar mache der Film einige Zugeständnisse „an heutige Vorstellungen von Geschlechtergerechtigkeit“ durch die Stärkung von Frauenfiguren, er vertrete dabei jedoch ein traditionelles Familienbild. Die Bande um den "genderqueeren" Bösewicht Todd Crow werde „als groteskes Zerrbild einer echten Familie in Szene gesetzt“, über das am Ende das traditionelle Familienmodell siege. Klein bezeichnet dies als "eine überraschend scharfe Provokation".
Laura Schäfer schreibt im Stern, Der junge Häuptling Winnetou sei in großen Teilen ein süßer Kinderfilm mit schöner Botschaft. "Wäre da nicht das Herumreiten auf Klischees indigener Völker. Und eine rassistische Szene." Hierbei bezieht sie sich auf die Szene, in der Tom Silver den jungen Winnetou frage: "Schwitzen Indianer eigentlich?" Schäfer schreibt: "Mal davon abgesehen, dass diese Frage aus wissenschaftlicher Sicht an Dämlichkeit nicht zu überbieten ist – was soll damit erreicht werden? Indigene als Außerirdische zu brandmarken, die Schweiß nicht kennen? Welches Bild wird damit einem jungen Publikum vermittelt?" Dennoch glaubt Schäfer, dass der Film den jungen Kinobesuchern Spaß gemacht habe und vielleicht bei einigen die Neugier geweckt habe, sich weitergehend mit indigenen Geschichten zu beschäftigen. Es sei Aufgabe der Erwachsenen ihnen "die Welt abseits der Fiktion" näher zu bringen.

## Publikationen
- THiLO: Der junge Häuptling Winnetou: Das Buch zum Film, Ravensburger Buchverlag Otto Maier, Ravensburg 2022, ISBN 978-3-473-49661-7
- THiLO: Der junge Häuptling Winnetou: Das Erstlesebuch zum Film, Ravensburger Buchverlag Otto Maier, Ravensburg 2022, ISBN 978-3-473-49662-4
- Michael Scholten: Der junge Häuptling Winnetou: Das große Fanbuch, Karl-May-Verlag, Bamberg 2022, ISBN 978-3-7802-0901-6
- Mike Marzuk, Gesa Scheibner: Der junge Häuptling Winnetou, Filmhörspiel, Der Hörverlag, München 2022, ISBN 978-3-8445-3935-6

Am 19. August 2022 stoppte der Ravensburger Verlag die Auslieferung der beiden Kinderbücher zum Film sowie eines Sticker-Buches und eines Puzzles. Auf Instagram schrieb der Verlag:
Wir haben die vielen negativen Rückmeldungen zu unserem Buch „Der junge Häuptling Winnetou“ verfolgt und wir haben heute entschieden, die Auslieferung der Titel zu stoppen und sie aus dem Programm zu nehmen. […] Unsere Redakteur*innen beschäftigen sich intensiv mit Themen wie Diversität oder kultureller Aneignung. Die Kolleg*innen diskutieren die Folgen für das künftige Programm und überarbeiten Titel für Titel unser bestehendes Sortiment. Dabei ziehen sie auch externe Fachberater zu Rate oder setzen „Sensitivity Reader“ ein, die unsere Titel kritisch auf den richtigen Umgang mit sensiblen Themen prüfen. Leider ist uns all das bei den Winnetou-Titeln nicht gelungen. Die Entscheidung, die Titel zu veröffentlichen, würden wir heute nicht mehr so treffen. Wir haben zum damaligen Zeitpunkt einen Fehler gemacht und wir können euch versichern: Wir lernen daraus!
Zuerst berichtete die in Ravensburg ansässige Schwäbische Zeitung am 19. August 2022 darüber. Mehrere weitere Medien berichteten und kommentierten die Verlagsentscheidung in Folge. Politiker und Prominente meldeten sich ebenfalls vor allem auf Twitter zu Wort.

## Auszeichnungen und Nominierungen
- 2022: Deutsche Film- und Medienbewertung (FBW) – Prädikat „besonders wertvoll“.[40][41] In der Jury-Begründung heißt es: „Nach Sichtung des Films zeigte sich in der sehr langen Diskussion, dass in der Gesamtbewertung des Films die Jury absolut gespalten war – zwischen vehementer Ablehnung einerseits und großer Zustimmung andererseits. […] Insgesamt sieht die Mehrheit der Jury DER JUNGE HÄUPTLING WINNETOU als gelungenen Kinderfilm, der einem großen Familienpublikum sicher viel Freude bereiten wird.“[42]